# Lezbofobija
Lezbofobija obuhvaća razne oblike negativnog postupanja prema lezbijkama kao pojedincima, parovima ili društvenim skupinama. Temelji se na predrasudama, diskriminaciji i zlostavljanju pripadnica te skupine na osnovi spola i seksualne orijentacije, čime se lezbofobija može promatrati kao homofobija ukrštena sa seksizmom.

## Povezana terminologija
Dok jedan dio ljudi koristi općenitiji pojam homofobije kako bi opisali ovakav oblik diskriminacije, drugi smatraju da termini homoseksualnost i homofobija neadekvatno opisuju određene brige lezbijki, kao što je seksizam. Biseksualne žene ponekad koriste i pojam bifobije kako bi opisale takva iskustva, a transrodne pojam transfobija.